# Squamidium gracilescens
Squamidium gracilescens là một loài Rêu trong họ Meteoriaceae. Loài này được (Broth.) Broth. miêu tả khoa học đầu tiên năm 1906.